# Ideal (filozofie)
Idealul este un principiu sau valoare pe care cineva îl urmărește activ ca scop etic. Este întotdeauna aproape, deși apropierea de el nu-i în mod obligatoriu continuă, ci poate avea loc (inclusiv) în salturi, cu discontinuități. 
Conform definiției lui A. Cíntora: „în principiu, numai ființele umane pot avea un ideal sau pot dezvolta un comportament de căutare a idealurilor”. Se poate spune că, printre alte cauze, abordarea continuă a căutării de idealuri a contribuit decisiv la ceea ce se numește „progresul umanității”.

## Vezi și
- Utopie
- Limită (matematică)